# 蒲池武久
蒲池 武久（かまち たけひさ、生年不明 - 延元元年/建武3年3月2日（1336年4月13日））は、南北朝時代の武将。父は蒲池久永。子に蒲池久憲室。日向守。法名は覚稜。『蒲池物語』などでは出羽守とされ、父は蒲池久家で松浦党蒲池氏（前蒲池）最後（9代）の当主とされるが、信頼できる資料からは確認できない。

## 略歴
南朝方に属し、後醍醐天皇に反旗を翻した足利尊氏を迎え撃った多々良浜の戦いに菊池武敏の傘下で戦うが討ち死にした。
『蒲池物語』などでは、嫡子は無く残された娘は、女地頭として辛うじて家を守り、南朝凋落の頃に筑後国の高良大社で同じ南朝方の筑後宇都宮氏の宇都宮久憲に嫁ぎ、久憲が蒲池氏の名跡と遺領を継いだとされるが、信頼できる資料からは確認できない。